# Allan Horsak
Taisto Allan Horsak född 23 september 1937 i Helsingfors, död 8 augusti 2004 i Vreta klosters församling, Östergötlands län, var  en svensk grafiker och målare.
Horsak kom som krigsbarn till Sverige från Finland 1943. Han studerade vid Lunnevads grafikskola och anser sig själv som autodidakt inom måleriet. Separat ställde han ut med Konstfrämjandet i Umeå, Eskilstuna och Norrköping samt på Östergötlands museum, Norrköpings konstmuseum, Borås konstmuseum och med en retrospektiv utställning Linköpings stadsbibliotek. Han medverkade bland annat i samlingsutställningarna på Liljevalchs vårsalonger, Grafikens hus i Mariefred, Grafiska Sällskapet Stockholm och med Östgöta konstförening.
Bland hans offentlig utsmyckningar märks dekorationer för Ljungsbro simhall, Konsert och Kongress i Linköping, HSB Linköping, Kungsbergsskolan i Linköping, Tornby konsthall i Skäggetorps centrum. 
Han har tilldelades Åke Liljesons stiftelsestipendium, Statens arbetsstipendium och Östgöta konstförenings stipendium 2004. 
Hans konst består av landskap, människor, interiörer, stadsbilder, vatten, luft, jord, eld och Göta kanal huvudsakligen i grafisk teknik. 
Horsak är representerad vid Östergötlands museum, Norrköpings konstmuseum, Borås museum, Statens konstråd, Östergötlands läns landsting, Västernorrlands läns landsting och ett flertal kommuner.